# Зайко Дмитро Миколайович
Дмитро Миколайович Зайко (нар. 30 липня 1985, Первомайськ (Миколаївська область), УРСР) — український футболіст, нападник аматорського МФК «Первомайськ».

## Життєпис
Вихованець СК «Миколаїв» та «Олімпії ФК АЕС». Дорослу футбольну кар'єру розпочав у 2002 році в складі «Олімпії». Дебютував за южноукраїнську команду 9 червня 2002 року в програному (0:3) виїзному поєдинку 32-о туру групи Б Другої ліги проти овідіопольського «Дністра». Дмитро вийшов на поле на 83-й хвилині, замінивши Руслана Драчука. З 2003 по 2004 рік виступав на аматорському рівні за МФК «Миколаїв-2» та «Енергетик» (Южноукраїнськ).
У 2004 році повернувся до «Олімпії ФК АЕС». Повторно дебютував за южноукраїнську команду 28 серпня 2004 року в програному (0:1) виїзному поєдинку 4-о туру групи Б Другої ліги проти одеського «Реалу». Зайко вийшов на поле в стартовому складі, на 45-й хвилині отримав жовту картку, а на 60-й хвилині його замінив Сергій Савінов. Дебютним голом на професіональному рівні відзначився 5 вересня 2004 року на 21-й хвилині нічийного (1:1) виїзного поєдинку 5-о туру групи Б Другої ліги проти ПФК «Олександрії». Дмитро вийшов на поле в стартовому складі, а на 56-й хвилині його замінив Андрій Іщенко. У складі «Олімпії» в Другій лізі зіграв 7 матчів та відзначився 1 голом. Під час літнього трансферного вікна сезону 2004/05 років перейшов до СК «Миколаїв». Дебютував у футболці «городян» 18 березня 2005 року і нічийному (0:0) домашньому поєдинку 19-о туру Першої ліги проти луганської «Зорі». Зайко вийшов на поле на 81-й хвилині, замінивши Євгена Лашука. Дебютним голом за «корабелів» відзначився 12 травня 2005 року на 74-й хвилині переможного (2:0) виїзного поєдинку 29-о туру Першої ліги проти київського ЦСКА. Дмитро вийшов на поле на 65-й хвилині, замінивши В'ячеслава Омельченка. У складі «Миколаєва» в чемпіонатах України зіграв 61 матч та відзначився 16-а голами, ще 2 матчі (1 гол) провів у кубку України.
У 2007 році повернувся до «Енергії». Дебютував за южноукраїнську команду 29 липня 2007 року в переможному (1:0) домашньому поєдинку 1-о туру групи А Другої ліги проти броварського «Нафкому». Дмитро вийшов на поле в стартовому складі, а на 65-й хвилині його замінив Роман Запорожець. Дебютним голом за «енергетиків» відзначився 3 жовтня 2010 року на 54-й хвилині переможного (2:1) домашнього поєдинку 11-о туру групи А Другої ліги проти київської «Оболоні-2». Зайко вийшов на поле в стартовому складі та відіграв увесь матч. В «Енергії» відіграв один сезон, зіграв 25 матчів та відзначився 5-а голами.
У липні 2008 року перейшов до кіровоградської «Зірки». Дебютував у футболці кіровоградців 16 липня 2008 року в переможному (1:0) домашньому поєдинку 1-о попереднього раунду кубка України проти краснопільського «Явора». Дмитро вийшов на поле в стартовому складі та відіграв увесь матч. У Другій лізі дебютував за «Зірку» 20 липня 2008 року в програному (2:3) виїзному поєдинку 1-о туру групи Б проти харківського «Арсеналу». Зайко вийшов на поле в стартовому складі, а на 28-й хвилині його замінив Іван Короткий. Єдиними голами за кіровоградську команду відзначився 4 серпня 2008 року на 74-й та 90+2-й хвилинах переможного (4:0) виїзного поєдинку 2-о попереднього раунду кубку України проти донецького «Олімпіка». Зайко вийшов на поле на 69-й хвилині, замінивши Андрія Малюка. У складі «Зірки» в Другій лізі зіграв 5 матчів, ще 2 матчі (2 голи) провів у кубку України. З 2008 по 2009 рік виступав у чемпіонаті Миколаївської області за «Телець-ВАК» (Миколаїв) та «Воронівку».
У 2009 році перейшов у «Кремінь». Дебютував у футболці кременчуцького клубу 18 липня 2009 року в програному (1:2) виїзному поєдинку 1-о попереднього раунду кубку України проти іллічівського «Бастіону». Дмитро вийшов на поле на 60-й хвилині, замінивши Ігоря Кірієнка. У Другій лізі дебютував за «Кремінь» 25 липня 2009 року в нічийному (1:1) виїзному поєдинку 1-о туру групи Б проти ФК «Сум». Зайко вийшов на поле в стартовому складі, а на 46-й хвилині його замінив Андрій Місяйло. Дебютним голом за кременчуцьку команду відзначився 29 серпня 2009 року на 77-й хвилині переможного (4:1) домашнього поєдинку 6-о туру групи Б Другої ліги проти криворізького «Гірника». Дмитро вийшов на поле на 61-й хвилині, замінивши Сергія Степанчука, а на 65-й хвилині отримав жовту картку. Протягом свого перебування в «Кремні» у Другій лізі зіграв 34 матчі та відзначився 4-а голами, ще 4 поєдинки провів у кубку України.
З 2011 року знову виступає в чемпіонаті Миколаївської області. Спочатку захищав кольори клубу «Лан-Каскад» (Щербані). У 2013 році перейшов до аматорського МФК «Первомайська», кольори якого захищає й донині.

## Статистика виступів

### Клубна
Станом на 21 вересня 2009
| Клуб             | Сезон   | Ліга  | Ліга | Кубок | Кубок | Загалом | Загалом |
| Клуб             | Сезон   | Матчі | Голи | Матчі | Голи  | Матчі   | Голи    |
| ---------------- | ------- | ----- | ---- | ----- | ----- | ------- | ------- |
| «Олімпія ФК АЕС» | 2001-02 | 1     | 0    | 0     | 0     | 1       | 0       |
| «Олімпія ФК АЕС» | 2004-05 | 7     | 1    | 0     | 0     | 7       | 1       |
| «Олімпія ФК АЕС» | Загалом | 8     | 1    | 0     | 0     | 8       | 1       |
| «Миколаїв»       | 2004-05 | 12    | 3    | 0     | 0     | 12      | 3       |
| «Миколаїв»       | 2005-06 | 18    | 10   | 1     | 1     | 19      | 11      |
| «Миколаїв»       | 2006-07 | 31    | 3    | 1     | 0     | 32      | 3       |
| «Миколаїв»       | Загалом | 61    | 16   | 2     | 1     | 63      | 17      |
| «Енергія»        | 2007-08 | 25    | 5    | 0     | 0     | 25      | 5       |
| «Енергія»        | Загалом | 25    | 5    | 0     | 0     | 25      | 5       |
| «Зірка»          | 2008-09 | 5     | 0    | 2     | 2     | 7       | 2       |
| «Зірка»          | Загалом | 5     | 0    | 2     | 2     | 7       | 2       |
| «Кремінь»        | 2009-10 | 8     | 3    | 1     | 0     | 9       | 3       |
| «Кремінь»        | Загалом | 8     | 3    | 1     | 0     | 9       | 3       |
| Кар'єра          | Загалом | 107   | 25   | 5     | 3     | 112     | 28      |